# Clyfford Still
Clyfford Still (* 30. November 1904 in Grandin, North Dakota; † 23. Juni 1980 in New York) war ein US-amerikanischer Maler. Er wird der Stilrichtung des Abstrakten Expressionismus zugeordnet.

## Biographie und Werk
Nach dem Abschluss seines Studiums an der Universität von Spokane im Jahr 1933 unterrichtete er an der Washington State University in Pullman bis zum Jahr 1941 Malerei, Kunstgeschichte und Ästhetik.
Mitte der 1930er Jahre hatte Clyfford Still bereits damit begonnen, halb-abstrakte Bilder zu malen, und entwickelte in den Folgejahren seinen Malstil immer weiter in Richtung Abstraktion.
Von 1941 bis 1943 arbeitete Clyfford Still in der Rüstungsindustrie in Kalifornien und setzte seine Lehrtätigkeit in den Jahren 1943 bis 1945 in Richmond, Virginia, fort. Danach wechselte er nach New York, wo er mit Jackson Pollock und Mark Rothko Freundschaft schloss.
Seine Gemälde, die er mittlerweile im abstrakt expressionistischen Stil malte, wurden erstmals in einer Einzelausstellung in der New Yorker Galerie Art of This Century von Peggy Guggenheim präsentiert. Diese Ausstellung machte Clyfford Still bekannt und berühmt.
Seine nächste Lehrtätigkeit führte ihn für die Jahre 1946 bis 1950 nach San Francisco an die Californian School of Fine Arts, welche 1961 in San Francisco Art Institute umbenannt wurde. Danach kehrte er für elf Jahre nach New York zurück, wo er zunehmend isolierter lebte und in den Jahren 1952 bis 1958 sogar alle öffentlichen Ausstellungen seiner Werke ablehnte. Im Jahr 1959 war Clyfford Still dann doch Teilnehmer der documenta II in Kassel.
1961 zog sich der Maler, der als einer der bedeutendsten Vertreter des Abstrakten Expressionismus eingestuft wird, in den US-amerikanischen Bundesstaat Maryland zurück, um in Ruhe, fernab von der Kunstwelt, arbeiten zu können.
Ausstellungen seiner Werke lehnte der künstlerische Einzelgänger Still fast durchweg ab, Bildverkäufe reduzierte er auf ein Minimum. Die Aura des Werkes, seine „lebenspendende Kraft“ sah er dadurch gefährdet. So kommt es, dass nur wenige Museen in Europa Werke des Künstlers besitzen.

## Museum

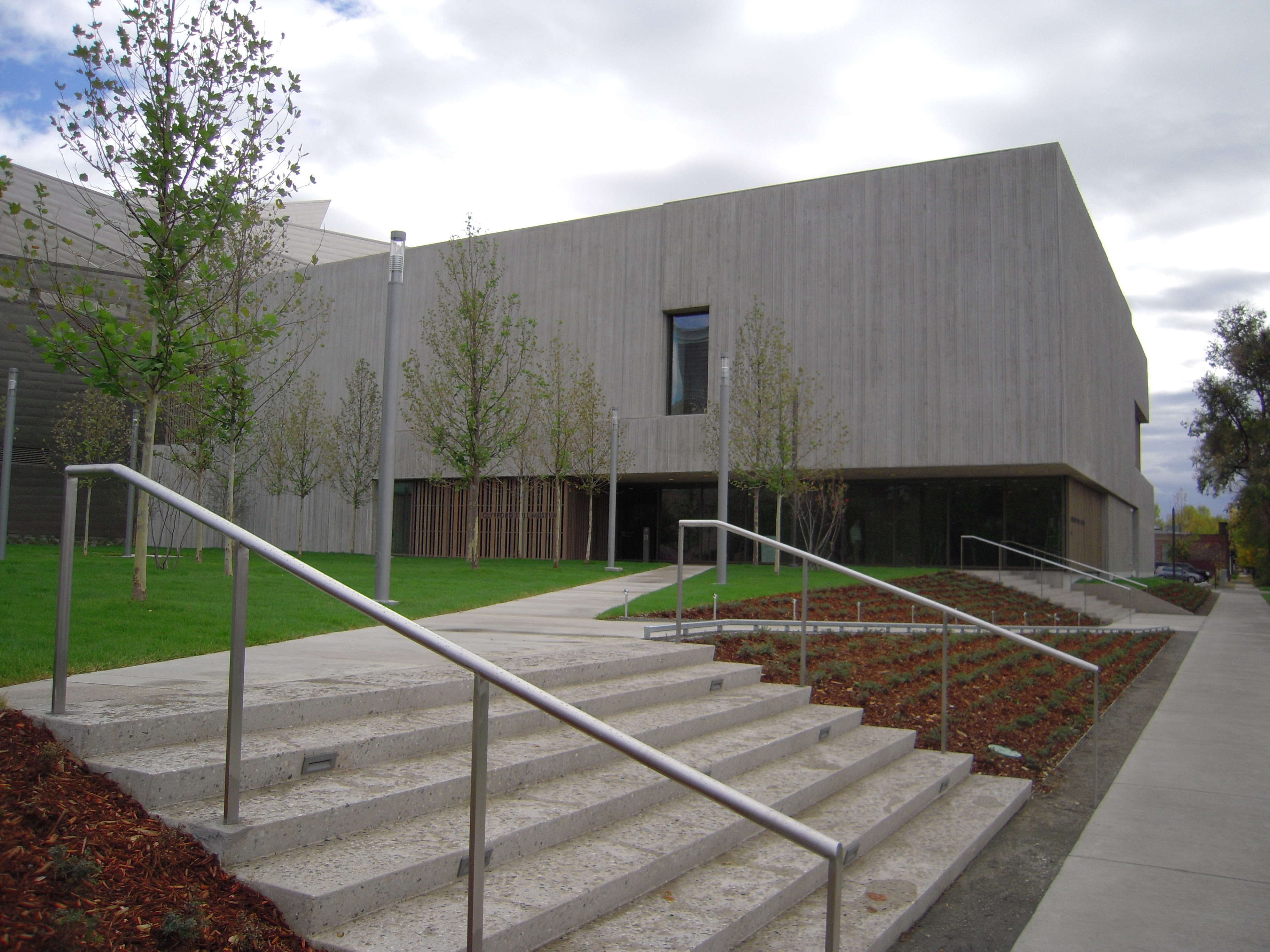
Clyfford Still Museum

Am 18. November 2011 wurde in Denver, Colorado das vom amerikanischen Architekten Brad Cloepfil entworfene Clyfford Still Museum eröffnet. Zur Finanzierung des Museums versteigerte die Stadt Denver im November 2011 in einer umstrittenen Auktion bei Sotheby’s vier Bilder aus dem Nachlass von Patricia Still, die der Stadt eine Rekordsumme von 114 Millionen Dollar einbrachten.
Versteigert wurden außer PH 89 (1949-A.No.1), das den Spitzenpreis von 61,7 Millionen Dollar erlöste, die Bilder PH-351 (1940), PH-584 (1947) und PH-1033 (1976).
Das Museum verwaltet den gesamten Nachlass von Clyfford Still, darunter 94 % seines malerischen Gesamtwerks. Gemäß dem Testament von Clyfford Still gibt es in dem Museum weder Shop noch Museumscafé, die Bilder dürfen nicht ausgeliehen werden.

## Ausstellungen
- 1946 Galerie Art of This Century von Peggy Guggenheim, New York
- 1950 Betty Parsons Gallery, New York
- 1959 Albright Art Gallery, Buffalo
- 1963 Institute of Contemporary Art, University of Pennsylvania, Philadelphia
- 1969 Marlborough-Gerson Gallery Inc., New York.
- 1980 Metropolitan Museum of Art, New York
- 1992 Kunsthalle Basel
- 1992 Stedelijk Museum, Amsterdam
- 1992 Centro de Arte Reina Sofia Madrid
- 1996/97 Pintura estadounidense, expresionismo abstracto; Centro Cultural/Arte contemporneo, Mexiko-Stadt; 1996/97

Ausstellungen über den Abstrakten Expressionismus
- 1999 rebours. La rebelion informalista 1939–1968; Centro Atlantico de Arte Moderna, Cabildo de Gran Canaria;

Wanderausstellung über den Abstrakten Expressionismus

## Auszeichnungen und Ehrungen
- 1962: Wahl zum Ehrenmitglied der Buffalo Fine Arts Academy
- 1972: Ehrendoktor der North Dakota State University
- 1980: Ehrendoktor der Schönen Künste des San Francisco Art Institute
- 1978: Wahl zum Mitglied der American Academy of Arts and Letters
- 1980: Ehrendoktor der University of Maryland

## Bibliografie
- Clyfford Still (Katalog). Marlborough-Gerson Gallery Inc., New York 1969, Kat. Nr. 41, Abb. S. 80/81.
- Thomas Kellein (Katalog): Clyfford Still: 1904–1980, Prestel, München 1992, ISBN 3-7913-1198-0.
- Justus Jonas-Edel: Clyfford Stills Bild vom Selbst und von Absoluten. Dissertation an der Universität Köln, 1992. Köln 1995.
- Irving Sandler: Pintura estadounidense, expresionismo abstracto. (Katalog), Centro Cultural/Arte contemporneo. Mexiko-Stadt 1996, Kat. Nr. 107, Abb. S. 529
- Dore Ashton u. a.: rebours. La rebelion informalista 1939–1968 (Katalog), Centro Atlantico de Arte Moderna, Las Palmas de Gran Canaria 1999, Abb. S. 287